# Tapeinosperma schlechteri
Tapeinosperma schlechteri är en viveväxtart som beskrevs av Carl Christian Mez. Tapeinosperma schlechteri ingår i släktet Tapeinosperma och familjen viveväxter. Inga underarter finns listade i Catalogue of Life.